# フロントストーリー
フロントストーリーは、かつて吉本興業に所属していたお笑いコンビ。1998年9月結成、2007年11月30日解散。baseよしもとに出演していた。

## 概要
- 大阪NSCの同期にはランディーズ、ストリーク、西田幸治（笑い飯、途中中退）らが、東京NSCの同期扱いには品川庄司、ハチミツ二郎（東京ダイナマイト）らがいる。
- 出囃子は浜田省吾の「さよならゲーム」。
- 2007年11月30日をもって解散。解散後の活動については、最後のライブでも語られなかったものの、光岡・清水共にピン芸人として活動し、よしもとクリエイティブ・エージェンシー（現在の吉本興業芸人所属部署）に所属していた。その後、光岡は引退し、現在は清水のみ吉本新喜劇で活動中。
- 2012年3月のGAORAの「千鳥のぼっけぇTV!」の最終回で一夜限りの復活。番組ではコントを披露した。

## メンバー
- 光岡 均（みつおか ひとし、1976年8月10日 - ）ボケ担当。立ち位置は向かって左。

大阪府守口市出身。A型。大阪NSC15期生。
千鳥の大悟によると、まだ芸人を続けているらしいという情報も流れたが現在は芸人を引退しており、一般企業で働き、結婚もしている。
- 清水 健次（しみず けんじ、1975年7月16日 - ）ツッコミ担当。立ち位置は向かって右。

京都府京都市出身。B型。大阪NSC15期生。通称 しみけん。
解散後は「清水けんじ」の名で活動。2008年9月に吉本新喜劇が主催する「第4個目金の卵オーディション」に合格し、吉本新喜劇に加入。

## 出演番組
- 千鳥のぼっけぇTV!（GAORA）※解散後に出演
- 爆笑ピンクカーペット（フジテレビ）キャッチコピーは「愛と勇気の」
- 爆笑オンエアバトル （NHK総合）戦績0勝1敗 最高189KB
- よしもと新喜劇（毎日放送）※清水のみ
- 吉本☆ぐいピコ!（京都放送）※清水のみ

## 映画
- 「日常〜恋の声〜」（2007年）※清水のみ

## 単独ライブ
- 2005年
  - 09月04日 - 「ふろんちょらいぶ」（baseよしもと/大阪）
- 2006年
  - 06月10日 - 「ふろんちょらいぶ」（baseよしもと/大阪）
  - 10月07日 - 「ふろんちょらいぶ」（baseよしもと/大阪）
- 2007年
  - 08月26日 - 「ふろんちょらいぶ」（baseよしもと/大阪）